# Montpont-en-Bresse
 Montpont-en-Bresse  es una población y comuna francesa, en la región de Borgoña, departamento de Saona y Loira, en el distrito de Louhans y cantón de Montpont-en-Bresse.

## Geografía
La comuna está situada en Bresse.

## Demografía
| 1387 | 1217 | 1106 | 1009 | 1016 | 1013 |
| Para los censos de 1962 a 1999 la población legal corresponde a la población sin duplicidades (Fuente: INSEE [Consultar]) |      |      |      |      |      |